# Cascadas de ʻŌpaekaʻa
Las Cascadas de ʻŌpaekaʻa (en inglés: ʻŌpaekaʻa Falls) es una cascada situada en el arroyo 'Ōpaeka'a en el Parque estatal Río Wailua en el lado oriental de la isla hawaiana de Kauai, en Estados Unidos. Es una cascada de 151 pies que fluye sobre el basalto de erupciones volcánicas de hace millones de años. Por debajo de la cresta hacia abajo en el barranco por donde cae el agua se puede ver los diques verticales de basalto que cortan a través de los flujos de lava horizontales. El nombre "'Ōpaeka'a" significa camarón. El nombre se remonta a los días en que los camarones de agua dulce nativos Atyoida bisulcata eran abundantes en el arroyo y se veían rodando y cayendo por las cataratas y en las agitadas aguas en la base de la caída.
Visualmente, esta es una cascada espectacular y es una de las pocas caídas de agua en la isla que se puede ver desde la carretera.